# Arthur Jusélius
Fritz Arthur Jusélius, född 15 juni 1855 i Björneborg, död där 8 februari 1930, var en finländsk industriman och donator. 
Jusélius grundade 1878 en parti- och agenturaffär i Björneborg, kom därefter in i trävarubranschen och var en av Finlands största trävaruexportörer, särskilt på den spanska marknaden. Han ombildade 1918 företaget till ett aktiebolag, som genom två dotterbolag var ägare till fem sågverk. Firman nedlades 1932. Han var även en av grundarna av Björneborgs Bomull. Han tilldelades bergsråds titel 1919.
Jusélius lät 1889–1902 till åminnelse av sin dotter Sigrid, som avled vid elva års ålder till följd av tuberkulos, bygga Juselius mausoleum, ritat av arkitekten Josef Stenbäck med fresker av Axel Gallen-Kallela och Pekka Halonen på Björneborgs begravningsplats. Genom testamentarisk bestämmelse skapades Sigrid Jusélius stiftelse med ändamål att understödja den medicinska forskningen. 